# Тодор Кърбларов
Тодор Кърбларов или Кръбларов е български революционер, деец на Македоно-одринската организация и Вътрешната македоно-одринска революционна организация.

## Биография
Роден е в Търново. Деец е на Македоно-одринската организация. През лятото на 1900 година заедно с Велко Думев и Антон Бузуков инспектира македоно-одринските дружества в Чепино, Батак, Пещера и Брацигово. През юли - август 1900 година е делегат на Седмия македонски конгрес от Пещерското дружество, а през април 1901 година е делегат на Осмия македоно-одрински конгрес от Търновското дружество.
Кърбларов е сред дейците на ВМОК, които поддържат Вътрешната организация. В 1901 година по идея на Кърбларов се основава вестник „Дело“, който да служи като орган на Станишевия комитет срещу Цончевия. След Горноджумайското въстание през есента на 1902 година заедно с Петър Васков по поръка на Гоце Делчев се опитва да склони поручик Димитър Думбалаков да мине на страната на ВМОРО.